# Punakülä
Punakülä – wieś w Estonii, w prowincji Võru, w gminie Sõmerpalu.